# Sojourner

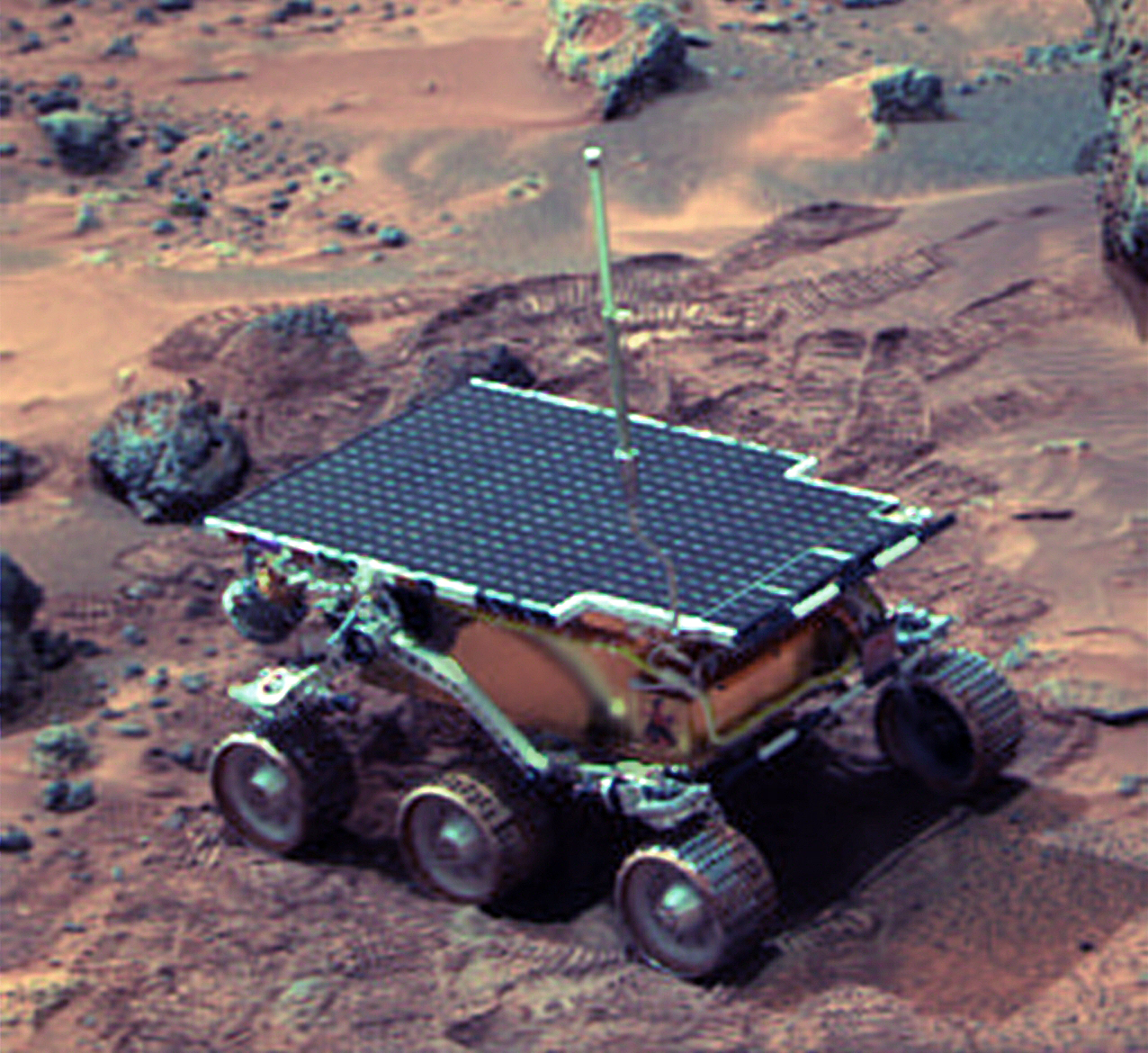
Sojourner.

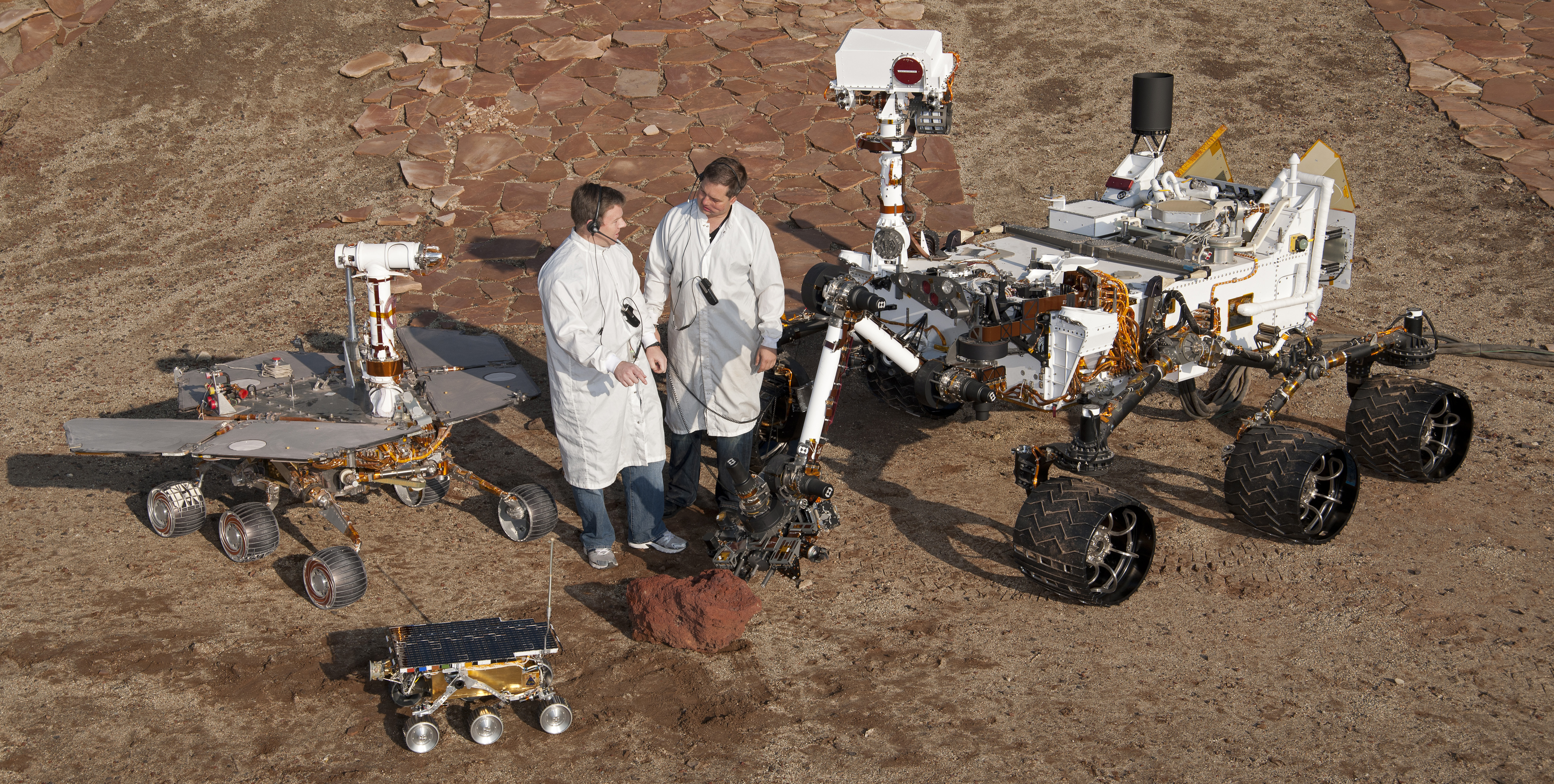
Porównanie trzech generacji łazików marsjańskich

Sojourner (ang. Przybysz) – pierwszy sprawny łazik marsjański, działający w ramach misji Mars Pathfinder.

## Konstrukcja i nazwa
Pojazd, który znajdował się w Mars Pathfinderze, miał wymiary 65*48*30 cm i masę 10,5 kg. Napędzany był silnikiem elektrycznym zasilanym za pomocą baterii słonecznych i wyposażony w system pantograficznego zawieszenia sześciu kół, ułatwiający jazdę po nierównym terenie. NASA, korzystając z propozycji dwunastoletniej dziewczynki, ochrzciła go imieniem Sojourner, by w ten sposób uczcić pamięć sławnej czarnoskórej kobiety. Sojourner Truth, urodzona w stanie Nowy Jork, była niewolnicą, która została uwolniona przez swojego pana tuż przed tym, jak tamtejsze władze stanowe zniosły niewolnictwo w 1827 roku. Po wygranej sprawie w sądzie o odzyskanie swojego syna (został nielegalnie odsprzedany na południe USA) zmieniła nazwisko i jako sufrażystka walczyła o zniesienie niewolnictwa oraz o prawo do głosowania.

## Przebieg misji badawczej
Każdego marsjańskiego dnia swej działalności łazik, sterowany z Ziemi, przemierzał powierzchnię Marsa, oddalając się o 5–10 metrów od lądownika. Gdy napotykał skałę zbyt dużą, by nad nią przejechać, omijał ją, pozostając jednak w polu widzenia lądownika, co było niezbędne dla jego prawidłowego działania. Zadaniem Sojournera było dotarcie do skał, które uznano wcześniej za interesujące na podstawie obrazów transmitowanych przez lądownik i zbadanie ich składu chemicznego. Aby mógł tego dokonać, został wyposażony w kamery i urządzenia do pobierania skalnych próbek. Dzięki temu geolodzy mogli zbadać powierzchnię skał wystawionych na działanie marsjańskiej atmosfery.
Łazik miał możliwość testowania twardości materiału skalnego za pomocą sprężynującego ostrza. Pojazd wyposażony był także w spektrometr alfa (przeznaczony do bombardowania skał cząstkami i zapisywania zmian, jakie zajdą w wiązce, gdy po odbiciu powróci ona do spektrometru), dostarczający informacji o składzie chemicznym. W ten sposób urządzenie może wykryć wszelkie pierwiastki chemiczne w minerałach skały, z wyjątkiem helu i wodoru.
Po analizie składu chemicznego gleby w pobliżu lądownika sześciokołowy Sojourner, wysoki na 30 cm, skierował się w lewo i podjechał do małej guzowatej skałki nazwanej Bernacle Bill. Miała ona od 20 do 25 centymetrów długości i leżała około 3 metry od lądownika. Nieco później łazik przemieścił się w prawo, by mógł zbadać teksturę płaskiego piaszczystego terenu. Jego koła wryły się w glebę, badając jej głębokość i twardość. Pierwsze dane wskazały, że w miejscu lądowania zalegała warstwa pylistej gleby przypominającej mąkę. Ślady pozostawione przez kołki w metalowych kołach pojazdu wskazywały, że pył ten zbija się w odciśnięty kształt nie wskutek wilgoci, lecz obecności ładunków elektrycznych w rozrzedzonej atmosferze.
Następnym celem do zbadania przez łazik była skała nazwana Yogi. Skała ta, długości około metra, leżała w około 4,5 metra od lądownika. Sojourner pracował przez dwa i pół miesiąca (działał do 27 września 1997 roku, mimo że jego żywotność była szacowana na miesiąc, przebył w tym czasie 52 metry), dokonał 15 analiz chemicznych, przesłał na Ziemię (za pośrednictwem lądownika) 550 zdjęć i wykonał wiele eksperymentów z myślą o przyszłych łazikach.